# Brookfield Place (Perth)
Brookfield Place é um arranha-céu de 46 andares de 234 metros de altura, localizado dentro do complexo de escritórios Brookfield Place em Perth, na Austrália Ocidental. Atualmente, é o segundo edifício mais alto da Austrália Ocidental. Localizado na 125 St Georges Terrace, seu principal inquilino é BHP.
A construção começou em abril de 2008 e foi concluída em 2012. O projeto é estimado em cerca de A$ 500 milhões. Outros inquilinos incluem PwC, Allianz, Barrick Gold, Navitas e Servcorp .
A incorporadora Brookfield apresentou um requerimento de desenvolvimento para o segundo estágio do Brookfield Place em julho de 2011, para uma torre de escritórios de 30.000m² de 16 andares a ser situada ao sul da torre principal em frente à Mounts Bay Road. A Torre 2 foi concluída em 2015, com locatários importantes, incluindo Multiplex, Westpac, Wesfarmers, Ashurst LLP, Corrs Chambers Westgarth e Deloitte .
Os inquilinos de varejo no complexo Brookfield Place incluem Montblanc e Daniel Hechter.

## História
- 1986 - Laurie Connell e Alan Bond compram ambas participações de 25% no local em 1986 em parceria com o State Superannuation Board.[3]
- 1988 - O local, então chamado de Perth Technical College, foi vendido para Kerry Packer e Warren Anderson por $ 270 milhões. Um prédio de escritórios no que foi rebatizado de "Praça Westralia" foi construído. O desenvolvimento está atolado na política estadual da WA, e o negócio será posteriormente examinado em detalhes pela WA Inc Royal Commission . Kerry Packer declara a famosa frase: "Todos os australianos ocidentais são vigaristas."
- Década de 1990 - Um desenvolvimento de US $ 2 bilhões pelo Samma Group da Indonésia desmorona.
- 2003 - Kerry Packer vende o site para Multiplex e Stowe por $ 19 milhões, tendo um prejuízo de $ 200 milhões. Multiplex e Griffin concordaram em dividir a propriedade Westralia Square. Griffin tem uma área menor na Mounts Bay Road e o Multiplex tem localização privilegiada em frente ao St Georges Terrace.
- Dezembro de 2007 - BHP assina o maior contrato de locação de escritórios da história de Perth - 60.000 m².
- Março de 2008 - Lord Mayor de Perth anuncia que a BHP terá sua sede em Perth, e suas operações em Melbourne serão significativamente reduzidas.  (Isso é confirmado em agosto de 2014).[4]

## Projeto
O Brookfield Place Tower é o edifício comercial mais alto do hemisfério sul. Projetado pela Hassell e Fitzpatrick + Partners, incluiu a restauração do histórico Newspaper House Group of Buildings, compreendendo quatro edifícios listados como patrimônio, construídos entre 1910 e 1932.
O núcleo compensado protege o espaço fechado protegendo a fachada contra o sol adverso do norte e o ganho de calor solar. Externamente, os expressivos exoesqueletos estruturais leste e oeste criam a estética distinta da torre. A expressão vertical da estrutura da torre acentua a altura do edifício, que termina em uma coroa de telhado estrutural cônica.

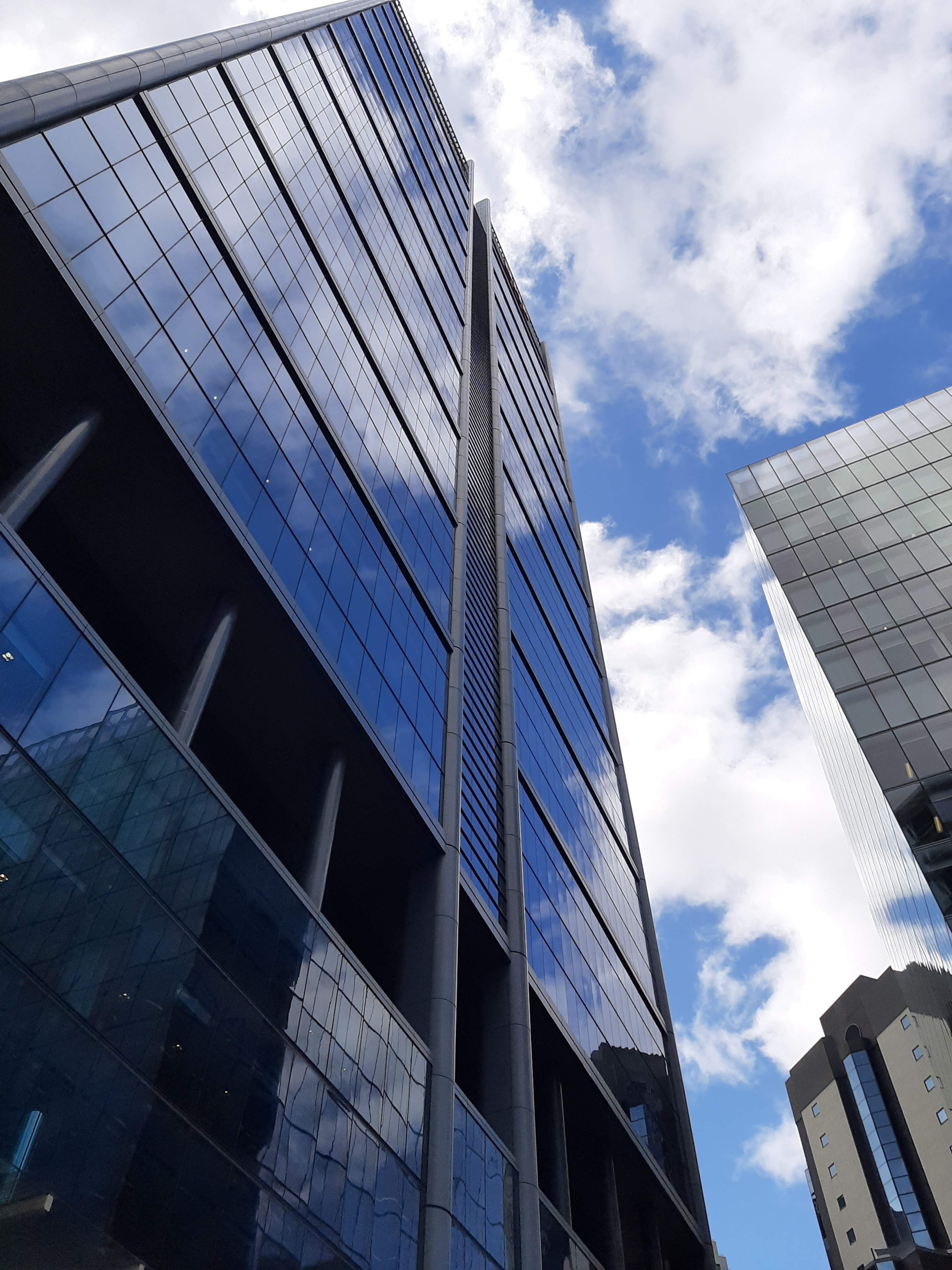

A Torre 2 foi projetada pela Woods Bagot. Possui grandes placas de piso sem colunas de aproximadamente 2.100 metros quadrados. O projeto também incorpora uma passarela protegida de nível superior na Mounts Bay Road para fornecer maior conectividade entre a estação de ônibus Elizabeth Quay, a estação ferroviária Elizabeth Quay e o CBD de Perth

## Galeria

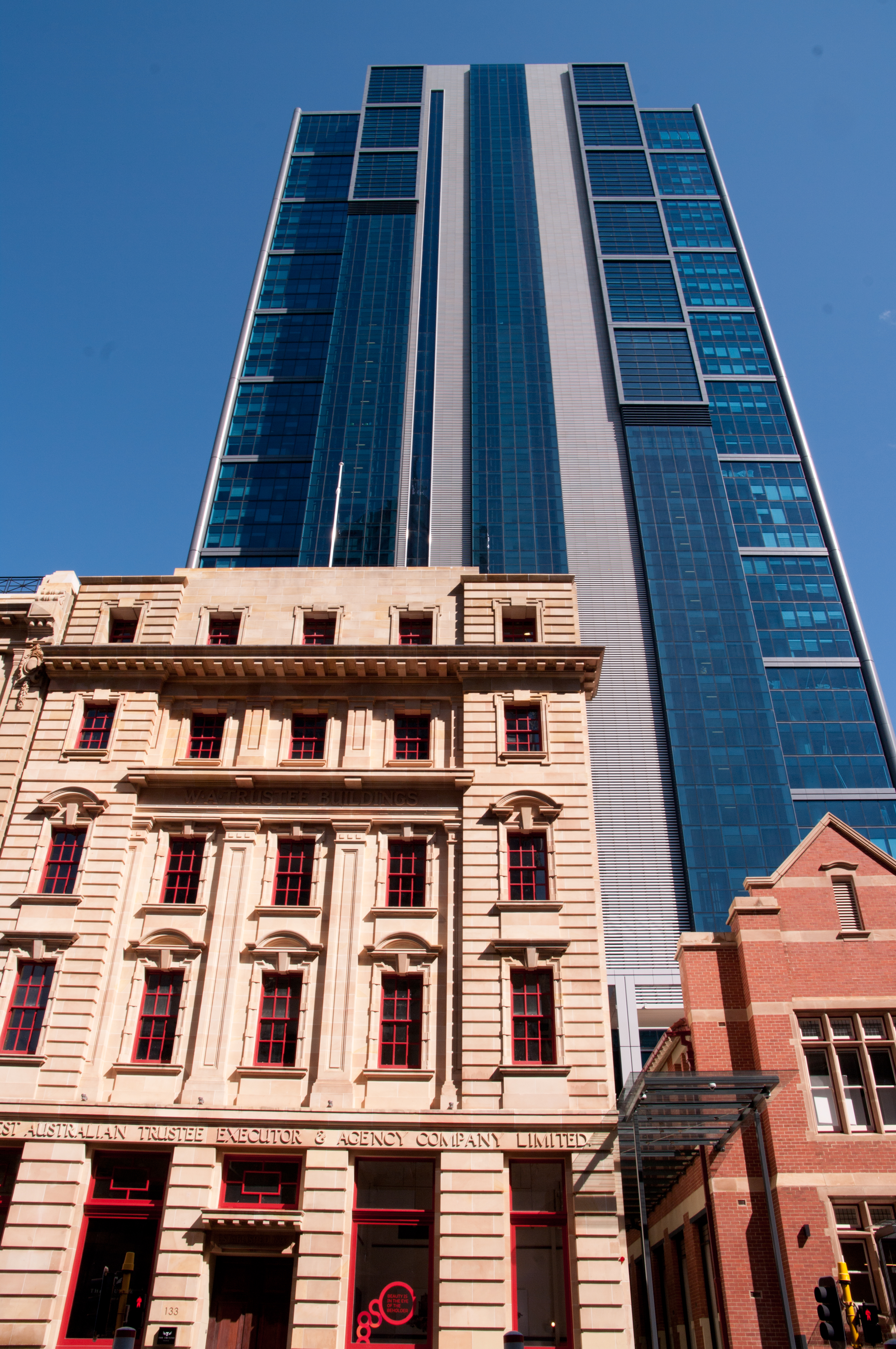
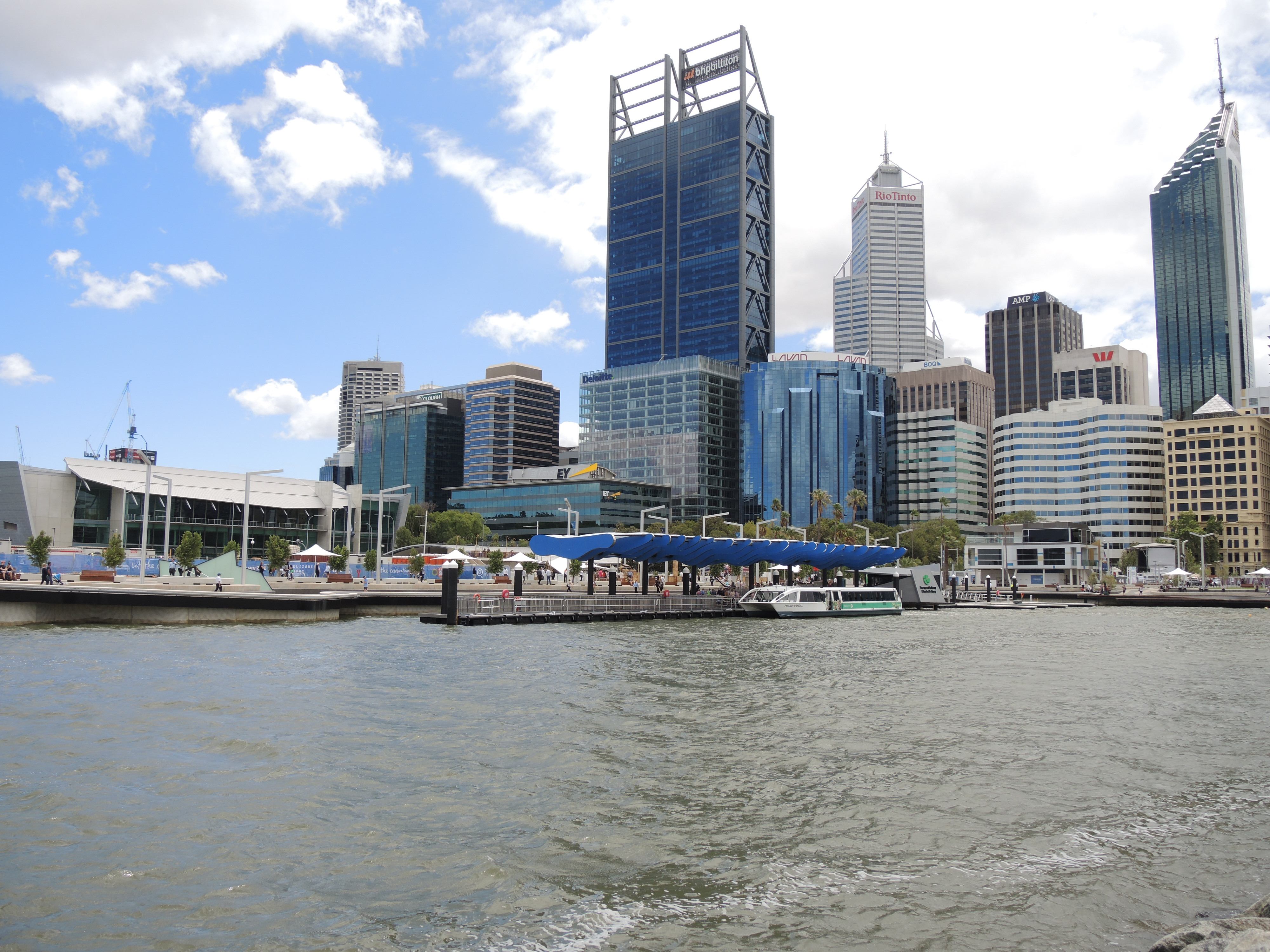
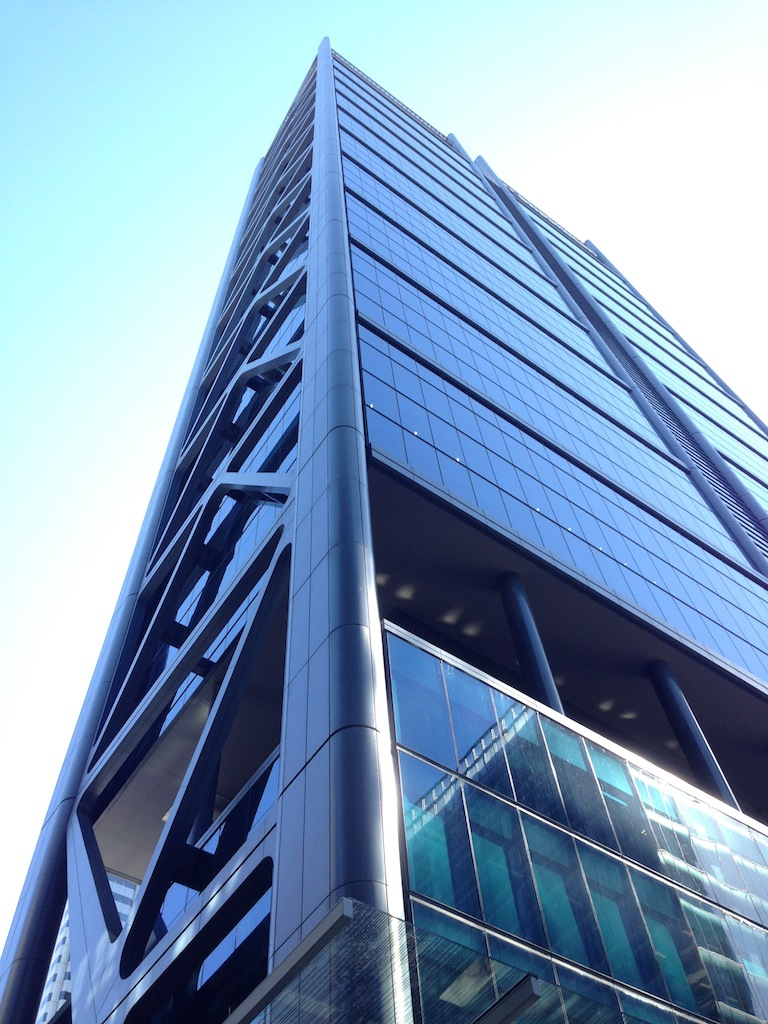
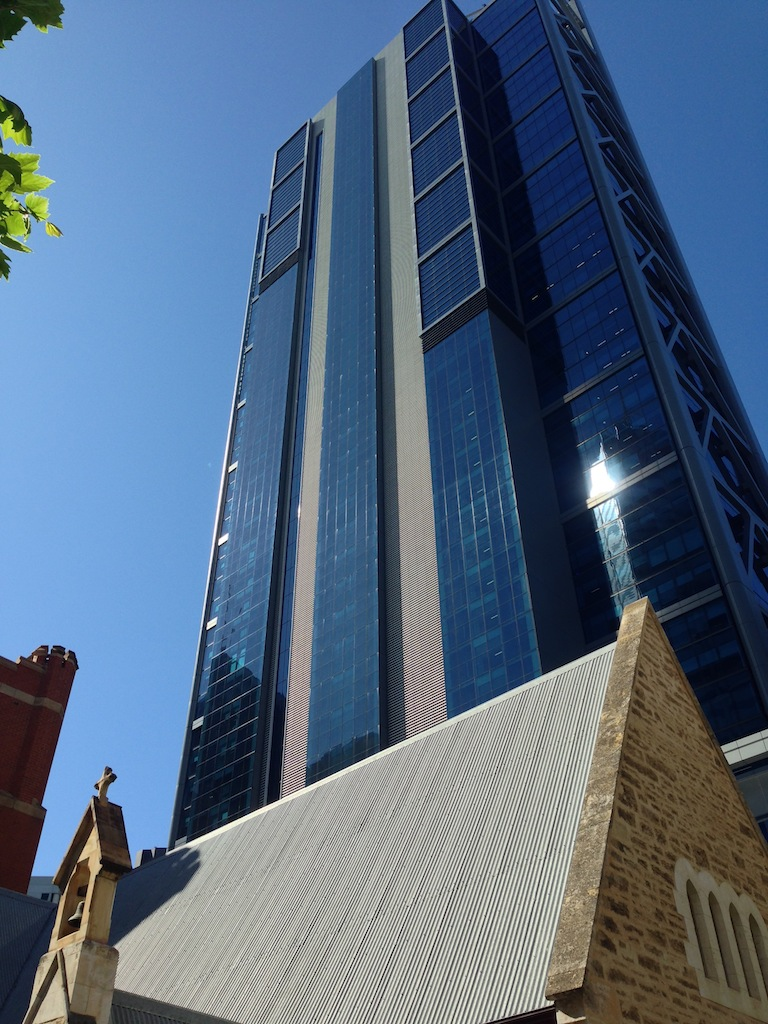
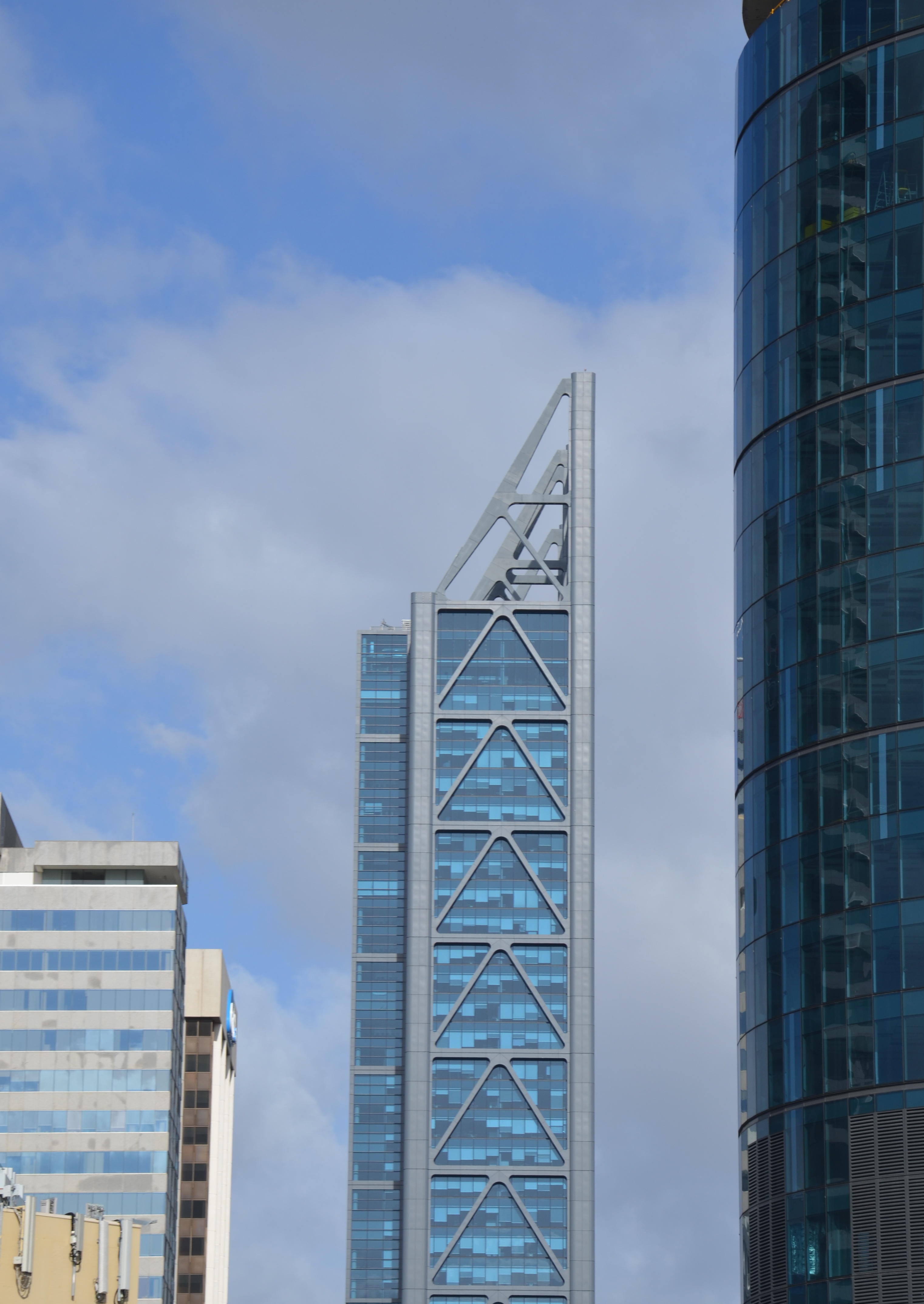